# رویتوک‌موژای
رویتوک‌‌موژای (به مجاری:  Röjtökmuzsaj) یک شهرداری در مجارستان است که در ناحیه شوپرون واقع شده‌است. رویتوک‌موژای ۱۵٫۸۷ کیلومتر مربع مساحت و ۴۹۷ نفر جمعیت دارد.